# أولي شو
أولي شو (بالإنجليزية: Oli Shaw)‏ هو لاعب كرة قدم بريطاني في مركز الهجوم، ولد في 12 سبتمبر 1998 في إدنبرة في المملكة المتحدة. شارك مع منتخب اسكتلندا تحت 21 سنة لكرة القدم. أما مع النوادي، فقد لعب مع نادي هيبرنيان.

## وصلات خارجية
- أولي شو على موقع الاتحاد الإسكتلندي (الإنجليزية)
- أولي شو على موقع قاعدة بيانات كرة القدم.إي يو (الإنجليزية)
- أولي شو على موقع Soccerbase.com (لاعب) (الإنجليزية)
- أولي شو على موقع Soccerway.com (الإنجليزية)